# Voorraad
Onder voorraad wordt verstaan:
- aangekochte goederen die verder verkocht of gebruikt kunnen worden in het productieproces (grondstoffen, "basismaterialen")
- goederen in bewerking (g.i.b.) ook wel halffabricaten genoemd ("work in process" WIP)
- geproduceerde, afgewerkte producten

## Voorraadwaardering
Er bestaan meerdere methoden voor het boekhoudkundig waarderen van voorraad. Er zijn door de regelgeving verschillende systemen voorzien waaruit de onderneming vrij kan kiezen voor de waardering van voorraden, maar de boekhoudtechniek vereist een standvastigheid bij de keuze. De meest gebruikte methoden zijn de volgende:

### FIFO
First In First Out
Hierbij wordt (administratief) verondersteld dat wat het eerst aangekocht/geproduceerd werd, ook het eerst verbruikt/verkocht wordt. De waarde van de voorraad wordt op dat moment bepaald door de recentste aankoopfacturen, eventueel verhoogd met de toegevoegde waarde indien de goederen in bewerking zijn.
Een variant hierbij is FEFO (first expiry first out), waarbij artikelen met een houdbaarheidsdatum (voedsel, medicijnen), die dichter bij de huidige datum ligt, eerder worden verbruikt/verkocht.

### LIFO
Last In First Out
Hierbij wordt ervan uitgegaan dat de goederen die meest recent werden aangekocht/verbruikt, ook weer het eerst verbruikt of verkocht worden. De waarde van de voorraad wordt dan bepaald met relatief oude kostprijzen, want de voorraad bestaat uit "oude" producten. Deze methode is goedkoper dan FIFO voor inslag, omdat producten niet naar voren hoeven worden gehaald in de stelling.

### Gewogen gemiddelde
Er wordt over een bepaalde periode (bijvoorbeeld een kwartaal of een boekjaar) een gemiddelde kostprijs berekend. Deze wordt gewogen genoemd, omdat er rekening gehouden wordt met de aangekochte hoeveelheid. Bijvoorbeeld (100 stuks x 10 euro + 50 stuks x 12 euro)/(100+50) = 10,666 euro per stuk. Aan die kostprijs wordt dan de bestaande voorraad gewaardeerd.

### Standaard kostprijs
Op basis van berekende efficiënties kan voor een bepaald product berekend worden wat de "normale" kostprijs van een product is. Uiteraard dienen deze standaarden zeer regelmatig herzien te worden om ervoor te zorgen dat de standaardkosten nauw aansluiten bij de realiteit.

### Actuele kostprijs
De voorraad wordt bij deze methode gewaardeerd aan de actuele marktprijzen. Een probleem hierbij is, dat niet elk product (voorbeeld halfafgewerkt meubel) op de markt te verkrijgen is. Bij sterk fluctuerende marktprijzen kan deze methode zeer grote variatie veroorzaken op de waarde van de voorraad.
Bij het waarderen van voorraden is het belangrijk dat men het voorzichtigheidsprincipe niet uit het oog verliest. Men doet er beter aan om de voorraden "pessimistisch" te waarderen dan overdreven optimisme in te calculeren.

## Kosten verbonden aan voorraad
Voorraad impliceert altijd kosten. In grote lijnen kan men de volgende kosten onderscheiden:
- Magazijnkosten (impliceert ook opvolgingssysteem voor locatiebeheer, evenals personeelskosten en materiaal)
- Verzekeringen en belastingen
- Opportuniteitskosten (voorraad = geïnvesteerd geld; alternatief is o.a. beleggen en rente opstrijken)
- Verliezen t.g.v. veroudering van de voorraad (bederf, schade, diefstal, uit de mode)

Bovenstaande kosten worden meestal geschat op 20% tot 30% van de waarde van de goederen (op jaarbasis).
Naast deze meetbare kosten zijn er nog twee groepen kosten die niet als percentage van de waarde zijn uit te drukken.
- Verlengde time to market: bij veranderingen in het ontwerp van producten moet eerst de 'oude' voorraad worden opgemaakt, waardoor het langer duurt om een nieuw ontwerp naar de markt te brengen.
- Verborgen houden van problemen: doordat een voorraad gebruikt wordt om ongewenste eigenschappen van een proces tegen te gaan, wordt het proces zelf niet veranderd en blijven de problemen in het proces.

## Waarom bestaan voorraden?
In essentie zijn de meeste voorraden noodzakelijk omwille van allerlei onzekerheden. Een van die onzekerheden is het verschil tussen vraag en aanbod in de tijd. Voorraad kan dat verschil overbruggen. Verder is er sprake van: 

Onzekerheid aan de aanvoerzijde (leveranciers) ⇒ voorraad grondstoffen = buffer.
Onzekerheid in het eigen productieproces ⇒ voorraad halfafgewerkte producten.
Onzekerheid aan de vraagzijde (wat zullen klanten wanneer nodig hebben) ⇒ voorraad eindproducten.
Andere redenen waarvoor voorraadvorming wenselijk kan zijn: Omwille van efficiëntie dient een zekere lotgrootte gerespecteerd te worden. Hierdoor kunnen voorraden ontstaan. Een andere reden kan zijn dat de vraag een cyclisch patroon vertoont en dat de productiecapaciteit daar niet echt kan op afgestemd worden (klassiek voorbeeld : verkoop van ijsjes in de maanden juli en augustus). Om de vraag op piekmomenten te kunnen voldoen, wordt vooraf een voorraad opgebouwd.
De soorten voorraad die klassiek worden onderscheiden zijn:
- Transitvoorraad: is afhankelijk van de tijd nodig om te verplaatsen tussen twee plaatsen;
- Cyclische voorraad: ontstaat doordat de geproduceerde hoeveelheden te groot zijn in verhouding tot de vraag;
- Veiligheidsvoorraad: een buffer tegen onverwachts hoge vraag tijdens de levertijd (of vertragingen/problemen in productie);
- IJzeren voorraad: minimale voorraad die altijd aanwezig is in een bedrijf om te kunnen produceren;
- Seizoensvoorraad: een buffer voor periode waarin de vraag groter is dan de productiecapaciteit;
- Minimumvoorraad: zodra de minimumvoorraad bereikt is dient er besteld te worden (bestelpunt of bestelmoment);
- Maximumvoorraad: door de leiding vastgestelde maximale voorraad op grond van ruimte of beschikbaar budget;
- Ontsporingsvoorraad: voorraad waarvan de vraag niet meer spoort met het aanbod;
- Economische voorraad: voorraad waarover de eigenaar economisch (prijs) risico loopt, dus alles wat nog in het magazijn ligt, minus dat gedeelte dat al verkocht is, plus de uitstaande bestellingen - al dan niet onderweg - bij de leveranciers;
- Technische voorraad: alles wat daadwerkelijk (fysiek) aanwezig is in het magazijn;
- Ruime voorraad: voorraad die ruim aanwezig is te allen tijde in het magazijn (e.i. schatting van de magazijnbaas).

## Beheer van voorraden
Bij het beheer van voorraden is één onderscheid zeer belangrijk: is een product onderhevig aan externe onafhankelijke vraag of is het onderworpen aan zogenaamde afhankelijke vraag (bijvoorbeeld in het eigen productieproces verbruikt).

### Indien onafhankelijke vraag
Dit impliceert dat een forecast moet gemaakt worden omtrent de toekomstige vraag. Deze forecast is dan de leidraad om te bepalen hoeveel er dient geproduceerd te worden en tegen wanneer. Afhankelijk van de forecastfout en de gewenste servicegraad dient men een zekere veiligheidsvoorraad aan te houden.
Belangrijke begrippen in deze context : economic order quantity EOQ, Reorder point, forecast-error, servicelevel

### Indien afhankelijke vraag
Wanneer een product verbruikt wordt in het productieproces kan de toekomstige behoefte berekend worden op basis van de productieplanning. Hierdoor is een forecast overbodig en zelfs uit den boze. Het is wel mogelijk dat eenzelfde product zowel afhankelijke vraag als onafhankelijke vraag kent (voorbeeld wisselstukken). In dat geval worden beide behoeften onafhankelijk van elkaar bepaald en dan samengeteld.
Belangrijke begrippen in deze context : Material Requirements Planning MRP, Leadtime

## Consignatie
Soms ligt een artikel op voorraad, maar blijft het eigendom van de leverancier totdat het gebruikt wordt. Het artikel wordt dan ook pas gefactureerd bij het gebruik. Het voorraadbeheer wordt dan door de leverancier geregeld.